# Acénocoumarol
L'acénocoumarol (Sintrom) est un anticoagulant oral dérivé de la coumarine. Son mode d'action consiste à inhiber la synthèse de la vitamine K.
Ce médicament est utilisé en traitement des maladies thrombo-emboliques ou en prévention des états d'hypercoagulabilité.
L'effet anticoagulant est assez aléatoire; pour diminuer le risque hémorragique il est nécessaire de suivre le patient régulièrement par la mesure de l'INR.
L'acénocoumarol a été associé à un risque d'instabilité de l'anticoagulation deux fois plus important par rapport à la warfarine, le médicament inhibiteur de la synthèse de la vitamine K de référence.

## Effets secondaires
- Ils consistent en hémorragies diverses pouvant atteindre à peu près tous les organes.
- Il est tératogène et donc contre-indiqué durant la grossesse.